# Уничтожение грузинских авиалайнеров в Сухуми
Уничтожение грузинских авиалайнеров в Сухуми — целенаправленные атаки на грузинские авиалайнеры, произошедшие в период с 20 по 23 сентября 1993 года в ходе Абхазской войны. В этот период (с 20 по 23 сентября) произошла так называемая Третья битва за Сухуми. Абхазские войска отрезали сухопутные пути снабжения находящихся в Сухуми грузинских войск, которые в итоге оказались в блокаде.
В сложившейся ситуации правительство Грузии для снабжения остающегося в Сухуми гарнизона своих войск использовало ещё контролируемый ими гражданский аэропорт Сухуми, причём также были задействованы и гражданские самолёты. В ответ абхазские войска начали атаковать грузинские авиалайнеры. Преимущественно атаки осуществлялись со стороны моря, когда самолёты заходили на посадку.
Всего в течение данного периода, по имеющимся сведениям, были атакованы 6 грузинских авиалайнеров авиакомпаний Transair Georgia и ORBI Georgian Airways (1 из них не пострадал).

## Хронология атак

### 20 сентября
В результате обстрела аэропорта Сухуми абхазской артиллерией был уничтожен Ту-134А борт 65809 авиакомпании ORBI Georgian Airways (заводской номер 3352110, серийный 21-10, в эксплуатации с 21 января 1974 года), находившийся на стоянке в аэропорту Сухуми (Бабушера). При этом никто не пострадал.

### 21 сентября
Самолёт Ту-134А-3 с бортовым номером 65893 бывшего Сухумского объединённого авиаотряда Грузинского управления гражданской авиации, находившийся в эксплуатации в авиакомпании Transair Georgia (заводской номер 5340120, серийный 32-01, был выпущен 25 сентября 1975 года), выполнял чартерный рейс из Сочи в Сухуми. Целью таких рейсов между Сухуми и Сочи в то время было обеспечение воздушного сообщения Сухуми с внешним миром, которое в условиях военных действий и блокады фактически было единственным средством связи.
В состав экипажа входили 6 человек (в некоторых источниках ошибочно указаны 5 членов экипажа, без бортмеханика) — командир Г. Г. Табуев, второй пилот О. Г. Шенгелия, штурман С. А. Шах, бортмеханик В. В. Назарко и бортпроводницы К. Ш. Кварацхелия и О. М. Моргунова; все были работниками бывшего Сухумского ОАО Грузинского УГА, имевшие большой стаж работы в гражданской авиации, жители Авиагородка аэропорта Сухуми (Бабушера). По данным, озвученным в 1993 году аэропортом Сочи, на борту самолёта находились 22 пассажира, в том числе 1 ребёнок трёх лет; все были жителями Абхазии, возвращавшимися домой. Среди пассажиров преимущественно были работники бывшего Сухумского объединённого авиаотряда, жители Авиагородка аэропорта Сухуми (Бабушера) и города Сухуми. Также этим рейсом доставлялась партия продуктов и товаров, которых не было в Сухуми в условиях блокады.
Взлёт из аэропорта Сочи был произведён в 16:01. В 16:25, при заходе на посадку в аэропорт города Сухуми (Бабушера), самолёт был атакован в 8 километрах от берега ракетой из ПЗРК «Стрела-2», выпущенной с находившегося в Чёрном море абхазского катера под командованием Тория Ачба. Потеряв управление, авиалайнер с высоты 300 метров рухнул в Чёрное море. Все 28 человек на его борту погибли.
В некоторых публикациях также встречается информация, что на борту самолёта находились российские журналисты (их имена нигде не приводились), направлявшиеся в Сухуми для освещения вооружённого конфликта. Однако данные о пассажирах, озвученные после этой авиакатастрофы аэропортом Сочи, из которого вылетел сбитый самолёт, не подтверждают эту информацию.

### 22 сентября
Самолёт Ту-154Б-1 с бортовым номером 85163 авиакомпании ORBI Georgian Airways (заводской номер 76А163, серийный 0163, в эксплуатации с 25 августа 1976 года) выполнял рейс из Тбилиси. На его борту находились 12 членов экипажа и технического состава во главе с командиром Георгием Размадзе и 120 пассажиров (грузинских полицейских).
При заходе на посадку он также был атакован с абхазского катера из ПЗРК «Стрела-2». Ракета попала в двигатель №2 (средний), после чего самолёт начал заваливаться на левое крыло. Пилоты сумели выровнять лайнер и попытались совершить посадку. Но в 18:36, ударившись левым крылом о взлётную полосу, лайнер выехал с неё, опрокинулся и разрушился, а находившиеся в баках большое количество авиатоплива (самолёт был заправлен в Тбилиси из расчёта на обратный путь) вспыхнуло, вызвав обширный пожар. Всего погибли 108 человек — 8 членов экипажа и 100 пассажиров.
На 2022 год эта авиакатастрофа до сих пор остаётся крупнейшей в истории Абхазии и Грузии. В отдельных грузинских источниках утверждалось, что самолёт якобы вылетел из Сухуми, а на его борту якобы были беженцы, но абсолютно никаких доказательств эта версия не имела, в то время как международная база авиапроисшествий содержит абсолютно точные данные обо всех деталях этого полёта.
Вечером того же дня был атакован ещё один заходивший на посадку Ту-154, но он не пострадал и благополучно приземлился в аэропорту Сухуми.

### 23 сентября
Самолёт Ту-134А с бортовым номером СССР-65001 авиакомпании Transair Georgia (заводской номер 42235, серийный 32-10, был выпущен 8 декабря 1975 года) находился на рулёжной дорожке №2. Экипаж разогревал двигатели и одновременно производилась посадка беженцев. На борту самолёта находились 6 членов экипажа и 24 пассажира. В это время абхазские вооружённые формирования начали обстрел аэропорта Сухуми из установки БМ-21 «Град» и один из снарядов попал в самолёт, вызвав пожар. Благодаря действиям экипажа все пассажиры были эвакуированы до взрыва авиалайнера, но в происшествии погиб 1 член экипажа.
Также ещё один снаряд попал в самолёт Ту-154Б-2 с бортовым номером 85359 авиакомпании ORBI Georgian Airways (заводской номер 79A359, серийный 0359, в эксплуатации с 3 сентября 1979 года), находившийся в аэропорту на стоянке. Никто не пострадал, но сам авиалайнер был уничтожен.